# Battaglia di Hohenfriedberg
La battaglia di Hohenfriedberg fu combattuta il 4 giugno 1745 vicino l'omonimo villaggio della Slesia (ora Dobromierz, in Polonia) tra l'esercito prussiano di Federico II e quello della Lega Prammatica comandato dal principe Carlo di Lorena. Lo scontro si risolse in una brillante vittoria prussiana.

## Premesse
Nel tentativo di recuperare il controllo della regione, appena persa a vantaggio della Prussia a seguito della sconfitta patita a Mollwitz, un'armata austro-sassone di 62 500 effettivi al comando di Carlo Alessandro di Lorena, cognato dell'imperatrice Maria Teresa si era messa in marcia verso la Slesia; ad affiancarlo, Giovanni Adolfo II di Sassonia, a capo del contingente sassone.
Federico di Prussia, che nutriva scarsa considerazione per i comandanti avversari, si aspettava che l'ingresso delle truppe nemiche in Slesia avvenisse attraversando i Monti dei Giganti, e pianificava di attaccarle e sbaragliarle in un unico scontro decisivo. Per essere informato sui movimenti dell'esercito nemico, fece pedinare l'armata austriaca dai suoi ussari, comandati da Hans Joachim von Zieten, ed attese pazientemente il momento in cui sferrare il suo attacco. L'occasione si manifestò agli inizi di giugno, quando il contingente austro-sassone valicò la catena montuosa e fece il suo ingresso in Slesia.
Dopo una marcia di circa 50 km, l'esercito di Carlo Alessandro si accampò nei pressi di Striegau, affiancati dal contingente sassone che prese quartiere a Pilgrimshain, a nord-ovest. Il loro fronte era protetto dal fiume Striegau, che scorre in mezzo alla cittadina.
Gli esploratori prussiani individuarono ben presto la posizione delle forze nemiche, e Federico decise di marciare verso nord con tutta la sua armata; il suo piano era di utilizzare un ponte ad ovest per attraversare lo Striegau ed attaccare per primi i Sassoni, per potersi così concentrare sull'esercito austriaco. Il re di Prussia scelse di marciare di notte, per nascondere le sue mosse ed aumentare l'effetto-sorpresa. Vietò inoltre di parlare o fumare ai suoi uomini durante la marcia, e diede ordine di lasciare accesi i fuochi dell'accampamento, in modo da dissimulare l'avanzata delle sue truppe e sorprendere così il nemico.

## Svolgimento della battaglia

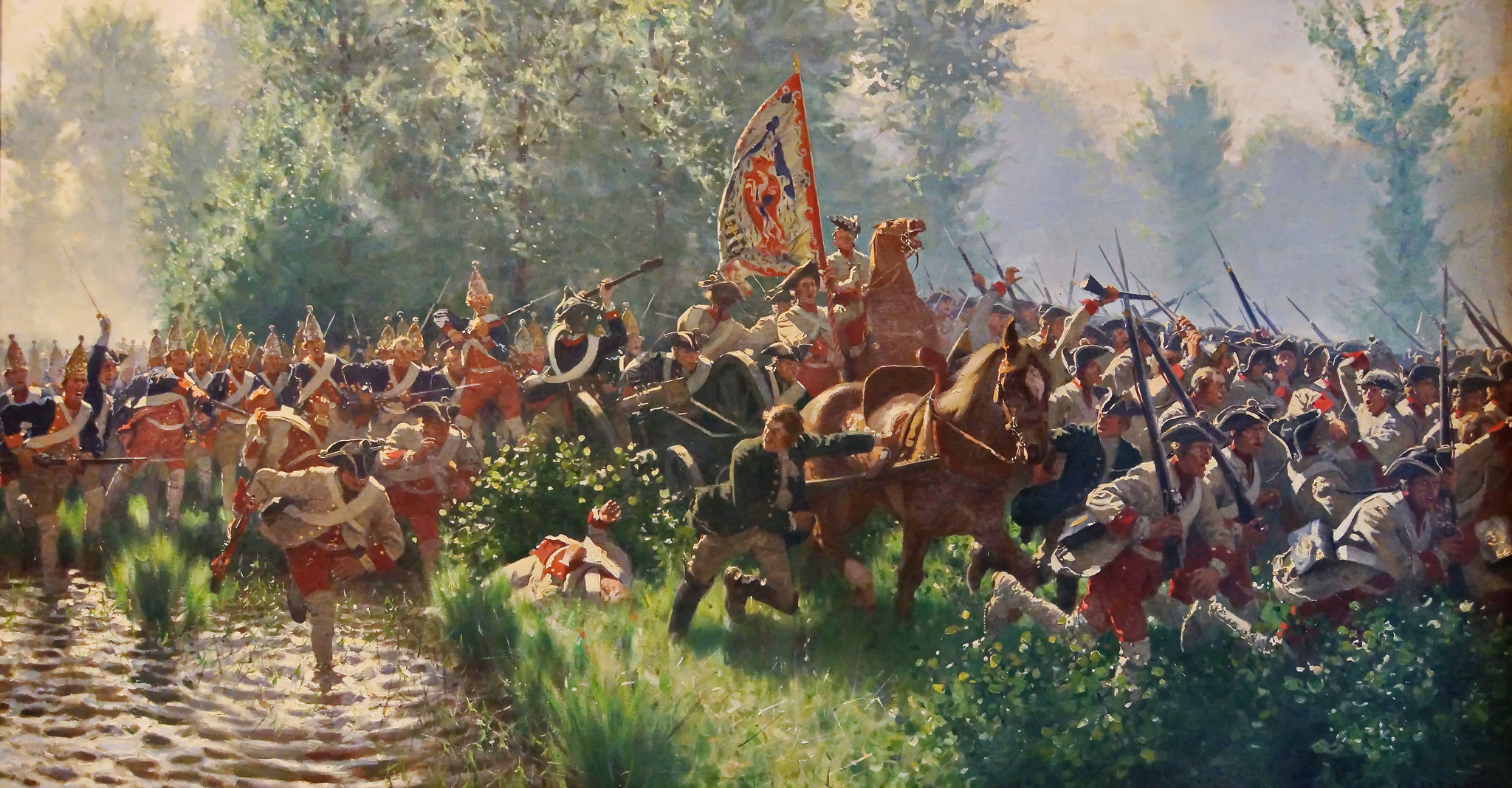
I granatieri prussiani mettono in fuga le truppe sassoni alla battaglia di Hohenfriedberg; quadro di Carl Röchling

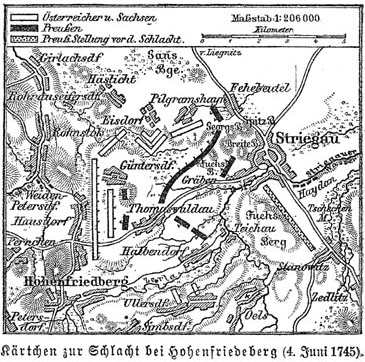
Schema della battaglia

Il piano di Federico dovette scontrarsi fin da subito con numerose difficoltà: lo spazio sulla via che aveva scelto di far intraprendere al suo esercito per avanzare era infatti troppo stretto per così tanti uomini. Questo causò ben presto un "collo di bottiglia" presso il ponte, e solo poche truppe alla volta riuscirono a passarlo.
L'obiettivo strategico iniziale dei Prussiani erano due colline situate sul fronte delle linee sassoni, che erano però state occupate nei giorni precedenti da due piccoli contingenti. Lo scontro che seguì per l'occupazione di quelle posizioni mise in allarme i Sassoni, vanificando completamente quell'effetto-sorpresa su cui Federico aveva sin dall'inizio puntato.
Il generale prussiano Peter Ludwig du Moulin decise a quel punto di lasciar perdere le colline e di attaccare direttamente l'esercito sassone ancora accampato, prima che questo potesse schierarsi. L'attacco prussiano ebbe inizio alle ore 7. L'opposizione di alcuni reggimenti di cavalleria fu velocemente superata da parte della cavalleria prussiana; i fanti furono così liberi di irrompere nell'accampamento sassone e di sbaragliare le poche truppe che erano riuscite a disporsi in assetto di guerra, compresi alcuni reggimenti austriaci. Con le prime luci dell'alba, l'intera ala sinistra dello schieramento austro-sassone poteva considerarsi liquidata.
Gli austriaci a quel punto furono definitivamente consapevoli dell'attacco prussiano, e i loro reggimenti iniziarono a schierarsi in assetto da combattimento e a raggiungere il fronte di battaglia, muovendo dalle loro posizioni più a sud e ben protette dal fiume. I prussiani, che non avevano ancora attraversato lo Striegau a nord, a quel punto si diressero verso ovest, puntando a guadare il fiume in qualsiasi punto lo permettesse. Il crollo di un ponte nei pressi del villaggio di Graben costrinse von Zieten, comandante della cavalleria, a trovare un guado alternativo più a sud.
Le prime truppe austriache a venire a contatto col nemico furono gli squadroni di cavalleria, ma il loro attacco fu brillantemente respinto dalle cariche della cavalleria prussiana. Nonostante il vantaggio del numero fosse tutto dalla parte dei prussiani la fanteria austriaca, che si era disposta su due linee rivolte ad est, resistette strenuamente ai numerosi assalti condotti dalle truppe di Federico.
Decisivo fu a quel punto l'ingresso del reggimento prussiano dei Dragoni di Bayreuth, forte di 1500 effettivi. Essi furono avvantaggiati dalla scoperta di un varco fra le linee austriache, verso il quale diressero la loro carica, nella speranza di dividere le forze nemiche. 
Investendo il fianco destro dello schieramento austriaco, l'attacco dei dragoni riuscì nel suo intento, incuneandosi nel varco e sbaragliando la prima linea di difesa; si rivolse quindi in direzione sud, verso la seconda che ancora opponeva resistenza.
L'esito finale fu la resa delle truppe austriache, che sebbene valorose si erano trovate abbandonate dagli alleati sassoni, prive della protezione della loro cavalleria e caricate sul fianco dai Dragoni prussiani, che avevano riportato solo 94 morti, a fronte di 20 battaglioni austriaci costretti ad abbandonare il campo.
La battaglia si risolse quindi in una completa disfatta delle truppe austro-sassoni. I Dragoni catturarono 2500 prigionieri, oltre a 67 bandiere e 4 cannoni. A causa del peso decisivo che ebbe nel determinare l'esito dello scontro, la battaglia di Hohenfriedberg è considerata una delle più grandi vittorie della cavalleria prussiana.
Complessivamente i prussiani persero all'incirca 5000 uomini, contro i quasi 9000 caduti di parte austriaca e sassone, a cui si assommano circa 5000 prigionieri (di cui quattro generali) e 66 pezzi di artiglieria.

## Esito e conseguenze
Nonostante il suo piano strategico iniziale si fosse rivelato illusorio fin dalle prime battute dello scontro, la battaglia di Hohenfriedberg costituì una vittoria decisiva per Federico il Grande. Carlo di Lorena aveva subito la sua seconda sconfitta (dopo quella patita a Chotusitz tre anni prima), e lo scontro costituì la conferma dell'efficienza dell'esercito prussiano.
La seconda guerra di Slesia si avviava così alla sua conclusione: nonostante di lì a tre mesi i due eserciti si fronteggiarono ancora nella battaglia di Soor (dove Carlo di Lorena fu sconfitto per la terza volta), il 25 dicembre dello stesso anno la pace di Dresda pose fine alle ostilità fra il regno di Prussia e gli alleati Impero d'Austria e regno di Sassonia (quest'ultimo pesantemente sconfitto in battaglia a Kesselsdorf solo due settimane prima della firma del trattato).
La carica decisiva dei Dragoni di Bayreuth, che aveva risolto lo scontro, divenne oggetto di studio come esempio di tattica militare dalle accademie prussiane e, in seguito, tedesche. In onore della vittoria fu inoltre composta (secondo alcuni dallo stesso Federico il Grande, anche se non vi sono riscontri che lo attestino con precisione) la Hohenfriedberger Marsch.